# Liste der Bodendenkmale in Uelzen
In der Liste der Bodendenkmale in Uelzen sind alle Bodendenkmale der niedersächsischen Gemeinde Uelzen aufgelistet. Die Quelle ist der Denkmalatlas Niedersachsen. Der Stand der Liste ist der 9. September 2024.
In den Spalten finden sich folgende Informationen des Bodendenkmales :
- Lage        : geographische Koordinaten
- Bezeichnung : Bezeichnung lt. Denkmalatlas
- Beschreibung: Beschreibung lt. Denkmalatlas
- ID          : Objekt-ID
- Bild        : Bild, ggf. zusätzlich mit Link zu weiteren Fotos im Medienarchiv Wikimedia Commons.

## Groß Liedern
| Lage                         | Bezeichnung                | Beschreibung | ID       | Bild |
| ---------------------------- | -------------------------- | ------------ | -------- | ---- |
| 52° 57′ 49″ N, 10° 38′ 12″ O | Groß Liedern 14, Grabhügel |              | 32205150 | BW   |

## Halligdorf
| Lage                         | Bezeichnung              | Beschreibung                                                                        | ID       | Bild |
| ---------------------------- | ------------------------ | ----------------------------------------------------------------------------------- | -------- | ---- |
| 52° 56′ 30″ N, 10° 34′ 8″ O  | Halligdorf 3, Grabhügel  | Rund, Durchmesser ca. 16 m und Höhe ca. 1,40 m.                                     | 32206694 | BW   |
| 52° 56′ 30″ N, 10° 34′ 9″ O  | Halligdorf 4, Grabhügel  | Kräftig gewölbt, Durchmesser ca. 17 m und Höhe ca. 1,70 m.                          | 32206695 | BW   |
| 52° 56′ 29″ N, 10° 34′ 11″ O | Halligdorf 5, Grabhügel  | Kräftig gewölbt, rund, abgeflachte Kuppe, Durchmesser ca. 16 m und Höhe ca. 0,80 m. | 32205090 | BW   |
| 52° 56′ 27″ N, 10° 34′ 10″ O | Halligdorf 6, Wegespuren |                                                                                     | 32206696 | BW   |
| 52° 56′ 27″ N, 10° 34′ 4″ O  | Halligdorf 7, Wegespuren |                                                                                     | 32205091 | BW   |
| 52° 56′ 30″ N, 10° 34′ 5″ O  | Halligdorf 8, Grabhügel  | Flach gewölbt, Durchmesser ca. 14 m und Höhe ca. 0,80 m.                            | 32205092 | BW   |
| 52° 56′ 30″ N, 10° 34′ 3″ O  | Halligdorf 9, Grabhügel  | Flach gewölbt, Durchmesser ca. 12 m und Höhe ca. 0,70 m.                            | 32205359 | BW   |
| 52° 56′ 9″ N, 10° 34′ 57″ O  | Halligdorf 16, Grabhügel | Rund, flach gewölbt, Durchmesser ca. 16 m und Höhe ca. 0,40 m.                      | 32205152 | BW   |

## Hambrock
| Lage                         | Bezeichnung                | Beschreibung                                                                     | ID       | Bild |
| ---------------------------- | -------------------------- | -------------------------------------------------------------------------------- | -------- | ---- |
| 52° 57′ 9″ N, 10° 33′ 30″ O  | Hambrock 5, Grabhügel      | Flach und gleichmäßig gewölbt, rund, Durchmesser ca. 19 m und Höhe ca. 1,20 m.   | 32205361 | BW   |
| 52° 57′ 9″ N, 10° 33′ 30″ O  | Hambrock 6, Grabhügel      | Flach gewölbt. Dm. 10,00 m, H. 0,30 m. Unversehrt.                               | 32205360 | BW   |
| 52° 57′ 8″ N, 10° 33′ 35″ O  | Hambrock 8, Grabhügel      | Flach gewölbt. Durchmesser ca. 9 m und Höhe ca. 1 m.                             | 32205584 | BW   |
| 52° 57′ 8″ N, 10° 33′ 39″ O  | Hambrock 9, Grabhügel      | Rest eines ehemals großen Grabhügels, Durchmesser ca. 18 m und Höhe noch 1,10 m. | 32205583 | BW   |
| 52° 57′ 7″ N, 10° 33′ 38″ O  | Hambrock 10, Grabhügel     | Flach gewölbt, Durchmesser ca. 11 m und Höhe ca. 0,60 m.                         | 32205585 | BW   |
| 52° 57′ 7″ N, 10° 33′ 39″ O  | Hambrock 11, Grabhügel     | Flach gewölbt, rund, Durchmesser ca. 6 m und Höhe ca. 0,40 m.                    | 32203637 | BW   |
| 52° 56′ 42″ N, 10° 34′ 7″ O  | Hambrock 13, Grabhügel     | Flach gewölbt, Durchmesser ca. 16 m und Höhe ca. 0,70 m.                         | 32208145 | BW   |
| 52° 56′ 42″ N, 10° 34′ 10″ O | Hambrock 35, Großsteingrab |                                                                                  | 32205149 | BW   |

## Hansen
| Lage                         | Bezeichnung          | Beschreibung                                                                         | ID       | Bild |
| ---------------------------- | -------------------- | ------------------------------------------------------------------------------------ | -------- | ---- |
| 52° 56′ 40″ N, 10° 29′ 33″ O | Hansen 5, Grabhügel  | Deutlich abgesetzt,gleichmäßig geformt, rund, Durchmesser ca. 11 m und Höhe ca. 1 m. | 32203663 | BW   |
| 52° 57′ 9″ N, 10° 29′ 42″ O  | Hansen 12, Grabhügel | Kräftig gewölbt, rund, Durchmesser ca. 14 m und Höhe ca. 1,10 – 2 m.                 | 32208146 | BW   |
| 52° 57′ 34″ N, 10° 30′ 27″ O | Hansen 14, Grabhügel | Flach gewölbt, Durchmesser ca. 12 m und Höhe ca. 0,60 m.                             | 32203550 | BW   |
| 52° 57′ 35″ N, 10° 30′ 29″ O | Hansen 15, Grabhügel | Flach gewölbt. Dm. 15,00 m, H. 0,70 m. Oberfläche unregelmäßig.                      | 32203551 | BW   |
| 52° 56′ 40″ N, 10° 29′ 36″ O | Hansen 21, Grabhügel |                                                                                      | 32203923 | BW   |

## Hanstedt II
| Lage                         | Bezeichnung               | Beschreibung                                                                                         | ID       | Bild |
| ---------------------------- | ------------------------- | --- | -------- | ---- |
| 52° 58′ 8″ N, 10° 41′ 52″ O  | Hanstedt II 14, Grabhügel | Kräftig gewölbt. Maße nicht mehr bestimmbar. (1960: Dm. 12,00 m, H. 1,20 m). Durch Tierbaue gestört. | 32208147 | BW   |
| 52° 56′ 45″ N, 10° 40′ 46″ O | Hanstedt II 17, Grabhügel | Durchmesser ca. 9 m und Höhe ca. 0,30 m.                                                             | 32204048 | BW   |

### Hanstedt II 1
- ID:32207522
- Gruppe von 13 Grabhügel, davon noch 8 erhalten, mit Durchmessern von 9 – 19 Metern und Höhen von 0,3 – 2 m. 3 Hügel (FStNr. 3, 4 und 6) sind obertägig nicht mehr auffindbar, ein Hügel ist nur noch schwach zu erkennen (FStNr. 12) und beim Hügel (FStNr. 11) ist der Grabhügelcharakter fraglich.

| Lage                        | Bezeichnung    | Beschreibung                                                                            | ID       | Bild |
| --------------------------- | -------------- | --------------------------------------------------------------------------------------- | -------- | ---- |
| 52° 58′ 2″ N, 10° 41′ 28″ O | Hanstedt II 1  | Durchmesser ca. 17 m und Höhe ca. 0,40 – 2 m.                                           | 32203799 | BW   |
| 52° 58′ 6″ N, 10° 41′ 34″ O | Hanstedt II 2  | Teils auslaufende Ränder, Durchmesser ca. 21 m und Höhe bis 2 m.                        | 32203307 | BW   |
| 52° 58′ 6″ N, 10° 41′ 37″ O | Hanstedt II 5  | Flach gewölbt mit abgesetzten Rändern, Durchmesser 9 m und Höhe ca. 0,45 m.             | 32203309 | BW   |
| 52° 58′ 4″ N, 10° 41′ 37″ O | Hanstedt II 7  | Durchmesser ca. 12 m und Höhe ca. 0,9 m.                                                | 32203827 | BW   |
| 52° 58′ 6″ N, 10° 41′ 33″ O | Hanstedt II 8  | Dm. 13,00 m, H. bis 1,50 m. Gut erhalten.                                               | 32204420 | BW   |
| 52° 58′ 5″ N, 10° 41′ 31″ O | Hanstedt II 9  | Rund, kräftig gewölbt, Dm. 12,00 m, H. bis 1,50 m. Leicht angegraben, sonst unversehrt. | 32204307 | BW   |
| 52° 58′ 5″ N, 10° 41′ 33″ O | Hanstedt II 10 | Kräftig gewölbt, Durchmesser ca. 14 m und Höhe ca. 1,20 m.                              | 32204690 | BW   |
| 52° 58′ 7″ N, 10° 41′ 40″ O | Hanstedt II 13 | Rund, kräftig gewölbt, Durchmesser ca. 10 m und Höhe ca. 0,55 m.                        | 32204692 | BW   |

## Holdenstedt
| Lage                         | Bezeichnung               | Beschreibung | ID       | Bild |
| ---------------------------- | ------------------------- | --- | -------- | ---- |
| 52° 55′ 47″ N, 10° 30′ 55″ O | Holdenstedt 66, Grabhügel | Oval mit markanter Kuppe, Länge ca. 18 m (ca in Nord-Süd-Richtung), Breite ca. 13 m und Höhe ca. 1,2 m.                                            | 32207968 | BW   |
| 52° 55′ 46″ N, 10° 30′ 57″ O | Holdenstedt 67, Grabhügel | Oval mit flach gewölbter Kuppe, Länge ca. 11 m (in ca. Nord-Süd-Richtung), Breite ca. 7 m und Höhe ca. 0,40 m.                                     | 32207969 | BW   |
| 52° 55′ 47″ N, 10° 30′ 57″ O | Holdenstedt 68, Grabhügel | Oval mit flach gewölbter Kuppe, Länge ca. 12 m (in ca. Ost-West-Richtung), Breite ca. 9 m und Höhe ca. 0,40 m.                                     | 32207970 | BW   |
| 52° 55′ 47″ N, 10° 30′ 59″ O | Holdenstedt 69, Grabhügel | Oval mit flach gewölbter Kuppe und undeutlich auslaufenden Rändern, Länge ca. 10 m (in ca. Ost-West-Richtung), Breite ca. 8 m und Höhe ca. 0,40 m. | 32208358 | BW   |
| 52° 55′ 23″ N, 10° 32′ 30″ O | Holdenstedt 74, Grabhügel | Fast rund, Durchmesser ca. 15 m und Höhe noch 1,10 m.                                                                                              | 32208527 | BW   |

### Holdenstedt 1
- ID:32207523
- Grabhügelfeld

| Lage                         | Bezeichnung    | Beschreibung                                                                                              | ID       | Bild |
| ---------------------------- | -------------- | --- | -------- | ---- |
| 52° 56′ 10″ N, 10° 32′ 24″ O | Holdenstedt 1  | Deutlich abgesetzt, markante Kuppe, Durchmesser ca. 19 m und Höhe ca. 1,20 m.                             | 32205275 | BW   |
| 52° 56′ 9″ N, 10° 32′ 23″ O  | Holdenstedt 2  | Deutlich abgesetzt, markante Kuppe, Durchmesser ca. 19 m und Höhe ca. 1,20 m.                             | 32205277 | BW   |
| 52° 56′ 4″ N, 10° 32′ 19″ O  | Holdenstedt 7  | Fast rund mit flacher Kuppe, Durchmesser ca. 6 m und Höhe ca. 0,30 m.                                     | 32207520 | BW   |
| 52° 56′ 2″ N, 10° 32′ 15″ O  | Holdenstedt 8  | Rund, Durchmesser ca. 20 m und Höhe ca. 1,40 m.                                                           | 32207657 | BW   |
| 52° 56′ 1″ N, 10° 32′ 15″ O  | Holdenstedt 9  | Deutlich abgesetzt, rund, Durchmesser ca. 15 m und Höhe ca. 0,80 m.                                       | 32207656 | BW   |
| 52° 56′ 0″ N, 10° 32′ 13″ O  | Holdenstedt 10 | Fast rund, deutlich abgesetzt, hohe Kuppe, Durchmesser ca. 17 m und Höhe ca. 1,30 m.                      | 32207658 | BW   |
| 52° 56′ 0″ N, 10° 32′ 15″ O  | Holdenstedt 11 | Fast rund, deutlich abgesetzt, hohe Kuppe, Durchmesser ca. 13 m und Höhe ca. 0,90 m.                      | 32207780 | BW   |
| 52° 55′ 59″ N, 10° 32′ 14″ O | Holdenstedt 12 | Deutlich abgesetzt, oval, Länge ca. 18 m (in ca. Nord-Süd-Richtung), Breite ca. 15 m und Höhe ca. 1,35 m. | 32207781 | BW   |
| 52° 55′ 58″ N, 10° 32′ 15″ O | Holdenstedt 13 | Deutlich abgesetzt, oval, Länge ca. 17 m (in ca. Nord-Süd-Richtung), Breite ca. 13 m und Höhe ca. 1,6 m.  | 32207779 | BW   |
| 52° 55′ 58″ N, 10° 32′ 17″ O | Holdenstedt 14 | Gleichmäßig, flach und rund mit auslaufendem Rand, Durchmesser ca. 11 m und Höhe ca. 0,40 m.              | 32207519 | BW   |
| 52° 55′ 57″ N, 10° 32′ 17″ O | Holdenstedt 15 | Deutlich abgesetzt,rund, Durchmesser ca. 11 m und Höhe ca. 0,80 m.                                        | 32207911 | BW   |
| 52° 55′ 57″ N, 10° 32′ 12″ O | Holdenstedt 16 | Deutlich abgesetzt, rund, Durchmesser ca. 11 m und Höhe ca. 0,70 m.                                       | 32205276 | BW   |
| 52° 55′ 57″ N, 10° 32′ 13″ O | Holdenstedt 17 | Deutlich abgesetzt, rund, Durchmesser ca. 15 m und Höhe ca. 0,75 m.                                       | 32207912 | BW   |
| 52° 55′ 58″ N, 10° 32′ 13″ O | Holdenstedt 18 | Deutlich abgesetzt, rund, Durchmesser ca. 15 m und Höhe ca. 1,40 m.                                       | 32208289 | BW   |
| 52° 55′ 56″ N, 10° 32′ 12″ O | Holdenstedt 19 | Deutlich abgesetzt, rund, Durchmesser ca. 19 m und Höhe ca. 1,40 m.                                       | 32208291 | BW   |
| 52° 55′ 53″ N, 10° 32′ 10″ O | Holdenstedt 20 | flach gewölbt, rund, Durchmesser ca. 17 m und Höhe ca. 0,80 m.                                            | 32208665 | BW   |
| 52° 55′ 52″ N, 10° 32′ 11″ O | Holdenstedt 21 | Rund, flach gewölbt, Durchmesser ca. 16 m und Höhe ca. 0,90 m.                                            | 32208290 | BW   |
| 52° 55′ 51″ N, 10° 32′ 10″ O | Holdenstedt 22 | Oval, Länge ca. 18 m (in Nord-Süd-Richtung), Breite ca. 15 m und Höhe ca. 1 m.                            | 32207910 | BW   |
| 52° 55′ 49″ N, 10° 32′ 9″ O  | Holdenstedt 23 | Rund, deutlich abgesetzt, Durchmesser ca. 19 m und Höhe ca. 1,10 m.                                       | 32208906 | BW   |
| 52° 55′ 47″ N, 10° 32′ 10″ O | Holdenstedt 24 | Rund, deutlich abgesetzt, Durchmesser ca. 17 m und Höhe ca. 1,10 m.                                       | 32208907 | BW   |
| 52° 55′ 38″ N, 10° 32′ 4″ O  | Holdenstedt 26 | Flach gewölbt, rund mit abgesetztem Rand, Durchmesser ca. 11 m und Höhe ca. 0,40 m.                       | 32208666 | BW   |
| 52° 55′ 23″ N, 10° 32′ 30″ O | Holdenstedt 74 | Fast rund, Durchmesser ca. 15 m und Höhe noch 1,10 m.                                                     | 32208527 | BW   |
| 52° 55′ 50″ N, 10° 32′ 8″ O  | Holdenstedt 83 | Fast rund, Durchmesser ca. 12 m und Höhe ca. 0,40 m.                                                      | 32203828 | BW   |
| 52° 55′ 54″ N, 10° 32′ 14″ O | Holdenstedt 84 | Rund, Durchmesser ca. 13 m und Höhe ca. 0,70 m.                                                           | 32203102 | BW   |
| 52° 56′ 1″ N, 10° 32′ 14″ O  | Holdenstedt 85 | Oval mit auslaufendem Rand, Länge ca. 5 m (in Ost-West-Richtung), Breite ca. 5 m und Höhe ca. 0,30 m.     | 32204306 | BW   |

### Holdenstedt 30
- ID:32207665
- Grabhügelfeld

| Lage                         | Bezeichnung    | Beschreibung | ID       | Bild |
| ---------------------------- | -------------- | --- | -------- | ---- |
| 52° 55′ 57″ N, 10° 31′ 37″ O | Holdenstedt 30 | Deutlich abgesetzt, oval, Länge ca. 20 m (in Ost-West-Richtung), Breite ca. 13 m und Höhe ca. 1,50 m.                       | 32207194 | BW   |
| 52° 55′ 58″ N, 10° 31′ 36″ O | Holdenstedt 31 | Deutlich abgesetzt, rund, Durchmesser ca. 13 m und Höhe ca. 1,20 m.                                                         | 32207195 | BW   |
| 52° 55′ 59″ N, 10° 31′ 34″ O | Holdenstedt 32 | Grabhügelrest, mit altem Durchmesser ca. 10 m und Höhe ca.1,10 m.                                                           | 32207196 | BW   |
| 52° 55′ 59″ N, 10° 31′ 35″ O | Holdenstedt 33 | Rund, deutlich abgesetzt, Durchmesser ca. 13 m und Höhe ca. 1 m.                                                            | 32207802 | BW   |
| 52° 56′ 0″ N, 10° 31′ 34″ O  | Holdenstedt 34 | Schwach, oval, linsenartig gewölbt, Länge ca. 6 m (in ca. Ost-West-Richtung), Breite ca. 5 m und Höhe ca. 0,20 m.           | 32207803 | BW   |
| 52° 55′ 59″ N, 10° 31′ 34″ O | Holdenstedt 35 | Rund, flach gewölbt, Durchmesser ca. 3 m und Höhe ca. 0,25 m.                                                               | 32207804 | BW   |
| 52° 55′ 59″ N, 10° 31′ 34″ O | Holdenstedt 36 | Flach gewölbt, Durchmesser ca. 7 m und Höhe ca. 0,25 m.                                                                     | 32208071 | BW   |
| 52° 55′ 59″ N, 10° 31′ 32″ O | Holdenstedt 37 | Rund mit sanft gewölbter Kuppe, Durchmesser ca. 11 m und Höhe ca. 0,80 m.                                                   | 32208072 | BW   |
| 52° 56′ 0″ N, 10° 31′ 33″ O  | Holdenstedt 38 | Fast rund, sanft gewölbt, Durchmesser ca. 8 m und Höhe ca. 0,65 m.                                                          | 32208073 | BW   |
| 52° 56′ 0″ N, 10° 31′ 32″ O  | Holdenstedt 39 | Fast rund, deutlich abgesetzt, Durchmesser 4 m und Höhe ca. 0,50 m.                                                         | 32208664 | BW   |
| 52° 56′ 0″ N, 10° 31′ 32″ O  | Holdenstedt 40 | Fast runde mit flach gewölbter Kuppe, Durchmesser ca. 7 m und Höhe ca. 0,50 m.                                              | 32208451 | BW   |
| 52° 56′ 0″ N, 10° 31′ 32″ O  | Holdenstedt 41 | Fast rund mit hoher, markanter Kuppe, Durchmesser ca. 9 m und Höhe ca. 1,15 m.                                              | 32208452 | BW   |
| 52° 56′ 0″ N, 10° 31′ 30″ O  | Holdenstedt 42 | Fast rund mit sanft gewölbter Kuppe, Durchmesser ca. 9 m und Höhe ca. 0,30 m.                                               | 32208453 | BW   |
| 52° 55′ 59″ N, 10° 31′ 30″ O | Holdenstedt 43 | Oval mit flach gewölbter, kuppiger Erhebung, Länge ca. 12 m (in ca. Nord-Süd-Richtung), Breite ca. 6 m und Höhe ca. 0,35 m. | 32208570 | BW   |
| 52° 55′ 59″ N, 10° 31′ 31″ O | Holdenstedt 44 | Fast rund mit deutlich abgesetzter Kuppe, Durchmesser ca. 12 m und Höhe ca. 1,10 m.                                         | 32208571 | BW   |
| 52° 55′ 59″ N, 10° 31′ 31″ O | Holdenstedt 45 | Fast rund mit flach gewölbter linsenartiger Erhebung, Durchmesser ca. 4 m und Höhe ca. 0,20 m.                              | 32208572 | BW   |
| 52° 55′ 58″ N, 10° 31′ 31″ O | Holdenstedt 46 | Flach, Durchmesser ca. 4 m und Höhe ca. 0,20 m.                                                                             | 32208697 | BW   |
| 52° 55′ 58″ N, 10° 31′ 32″ O | Holdenstedt 47 | Flach, Durchmesser ca. 4 m und Höhe ca. 0,20 m.                                                                             | 32208698 | BW   |
| 52° 55′ 57″ N, 10° 31′ 33″ O | Holdenstedt 48 | Fast rund, flach gewölbt, Durchmesser ca. 8 m und Höhe ca. 0,30 m.                                                          | 32208699 | BW   |
| 52° 55′ 58″ N, 10° 31′ 29″ O | Holdenstedt 49 | Rund mit deutlich abgesetzter Kuppe, Durchmesser ca. 12 m und Höhe ca. 1,20 m.                                              | 32207096 | BW   |
| 52° 55′ 57″ N, 10° 31′ 31″ O | Holdenstedt 50 | Leicht ovaler Grabhüge mit steil geböschter Kuppe, Länge ca. 19 m (von Süd-Nord), Breite ca. 17 m und Höhe ca. 1,50 m.      | 32207097 | BW   |
| 52° 55′ 57″ N, 10° 31′ 30″ O | Holdenstedt 51 | Oval, Länge ca. 9 m (in ca. Ost-West-Richtung), Breite 7,50 m und Höhe ca. 0,15 m.                                          | 32207098 | BW   |
| 52° 55′ 56″ N, 10° 31′ 29″ O | Holdenstedt 52 | Oval mit kleiner, etwas unregelmäßiger Kuppe, Länge ca. 6 m (in ca. Ost-West-Richtung), Breite ca. 5 m und Höhe ca. 0,70 m. | 32207338 | BW   |
| 52° 55′ 56″ N, 10° 31′ 28″ O | Holdenstedt 53 | Fast rund, flach gewölbt, Durchmesser ca. 12 m und Höhe ca. 0,50 m.                                                         | 32207339 | BW   |
| 52° 55′ 58″ N, 10° 31′ 28″ O | Holdenstedt 54 | Oval, Länge ca. 8 m (von Ost-West), Höhe ca. 0,35 m und Breite ca. 4 m.                                                     | 32207340 | BW   |
| 52° 55′ 58″ N, 10° 31′ 25″ O | Holdenstedt 55 | Fast rund, Durchmesser ca. 10 m und Höhe ca. 0,50 m.                                                                        | 32207473 | BW   |
| 52° 55′ 58″ N, 10° 31′ 23″ O | Holdenstedt 56 | Grabenartig, fast rund, Durchmesser ca. 15 m und Höhe ca. 0,70 m.                                                           | 32207474 | BW   |
| 52° 55′ 58″ N, 10° 31′ 21″ O | Holdenstedt 57 | Fast rund, hoch, deutlich abgesetzte Kuppe, Durchmesser ca. 18 m und Höhe ca. 1,70 m.                                       | 32207475 | BW   |
| 52° 56′ 1″ N, 10° 31′ 20″ O  | Holdenstedt 58 | Rund, sehr markant, Durchmesser ca. 20 m und Höhe ca. 1,75 m.                                                               | 32207600 | BW   |
| 52° 56′ 0″ N, 10° 31′ 17″ O  | Holdenstedt 59 | Rund, deutlich abgesetzt, Durchmesser ca. 18 m und Höhe ca. 1,10 m.                                                         | 32207601 | BW   |
| 52° 55′ 59″ N, 10° 31′ 16″ O | Holdenstedt 60 | Rund mit markanter, deutlich abgesetzter Kuppe, Durchmesser ca. 18 m und Höhe ca. 1,70 m.                                   | 32207602 | BW   |
| 52° 56′ 0″ N, 10° 31′ 19″ O  | Holdenstedt 86 | Rund, Durchmesser ca. 8 m und Höhe ca. 0,30 m.                                                                              | 32203230 | BW   |

## Kirchweyhe
| Lage                       | Bezeichnung             | Beschreibung                                                                             | ID       | Bild |
| -------------------------- | ----------------------- | ---------------------------------------------------------------------------------------- | -------- | ---- |
| 53° 1′ 3″ N, 10° 31′ 54″ O | Kirchweyhe 2, Grabhügel | Flach gewölbt, Dm. 14 m, H. 0,40 m. Mitte ausgegraben (Durchstich etwa in O-W-Richtung). | 32207667 | BW   |

## Klein Süstedt
| Lage                         | Bezeichnung                 | Beschreibung                                                                       | ID       | Bild |
| ---------------------------- | --------------------------- | ---------------------------------------------------------------------------------- | -------- | ---- |
| 52° 56′ 10″ N, 10° 29′ 53″ O | Klein Süstedt 40, Grabhügel | Mit auslaufendem Rand, Durchmesser ca. 14 m und Höhe ca. 0,90 m.                   | 32208528 | BW   |
| 52° 56′ 16″ N, 10° 30′ 30″ O | Klein Süstedt 58, Grabhügel | Markant, rund, Durchmesser ca. 16 m und Höhe ca. 0,90 m.                           | 32208529 | BW   |
| 52° 56′ 12″ N, 10° 30′ 30″ O | Klein Süstedt 61, Grabhügel | Grabhügelrest mit auslaufendem Rand, Durchmesser ca. 12 m und Höhe von ca. 0,50 m. | 32204049 | BW   |
| 52° 55′ 39″ N, 10° 29′ 46″ O | Klein Süstedt 67, Grabhügel | Flach gewölbt, rund, Durchmesser ca. 13 m und Höhe ca. 1,10 m.                     | 32204050 | BW   |

### Klein Süstedt 1
- ID:32205279
- Grabhügelfeld

| Lage                         | Bezeichnung      | Beschreibung                                                                                              | ID       | Bild |
| ---------------------------- | ---------------- | --- | -------- | ---- |
| 52° 56′ 34″ N, 10° 29′ 43″ O | Klein Süstedt 1  | Rund, deutlich abgesetzt, Durchmesser ca. 14 m und Höhe ca. 1,10 m.                                       | 32205858 | BW   |
| 52° 56′ 32″ N, 10° 29′ 42″ O | Klein Süstedt 2  | Fast rund mit flach gewölbter Kuppe, Durchmesser ca. 12 m und Höhe ca. 0,80 m.                            | 32208711 | BW   |
| 52° 56′ 32″ N, 10° 29′ 43″ O | Klein Süstedt 3  | Oval mit runder Kuppe, Länge ca. 21 m (in Nordost-Südwest-Richtung), Breite ca. 18 m und Höhe ca. 1,40 m. | 32208712 | BW   |
| 52° 56′ 30″ N, 10° 29′ 44″ O | Klein Süstedt 4  | Flach gewölbt, rund, Durchmesser ca. 14 m und Höhe ca. 1 m.                                               | 32208836 | BW   |
| 52° 56′ 31″ N, 10° 29′ 46″ O | Klein Süstedt 5  | Fast rund, flach gewölbt, Durchmesser ca. 11 m und Höhe ca. 0,45 m.                                       | 32208837 | BW   |
| 52° 56′ 31″ N, 10° 29′ 48″ O | Klein Süstedt 6  | Länglich, Länge ca. 14 m (in ca. Ost-West-Richtung), Breite ca. 9 m und Höhe ca. 1,10 m.                  | 32207388 | BW   |
| 52° 56′ 30″ N, 10° 29′ 48″ O | Klein Süstedt 9  | Fast rund, schwach gewölbt, Durchmesser ca. 9 m und Höhe ca. 0,35 m.                                      | 32207389 | BW   |
| 52° 56′ 30″ N, 10° 29′ 47″ O | Klein Süstedt 10 | Oval, deutlich abgesetzt, Länge ca. 19 m (Nord-Süd-Richtung), Breite ca. 16 m und Höhe ca. 1 m.           | 32208240 | BW   |
| 52° 56′ 29″ N, 10° 29′ 47″ O | Klein Süstedt 11 | Rund, deutlich abgesetzt, Durchmesser ca. 19 m und Höhe ca. 1,10 m.                                       | 32208241 | BW   |
| 52° 56′ 29″ N, 10° 29′ 49″ O | Klein Süstedt 12 | Rund, flach, Durchmesser ca. 10 m und Höhe 0,70 m.                                                        | 32208242 | BW   |
| 52° 56′ 29″ N, 10° 29′ 45″ O | Klein Süstedt 13 | Fast rund, flach gewölbt, Durchmesser ca. 7 m und Höhe ca. 0,20 m.                                        | 32208739 | BW   |
| 52° 56′ 27″ N, 10° 29′ 43″ O | Klein Süstedt 14 | Oval, markant, steil gewölbt, Länge ca. 17 m (in N-S-Richtung), Breite ca. 15 m und Höhe ca. 1,40 m.      | 32208740 | BW   |
| 52° 56′ 28″ N, 10° 29′ 43″ O | Klein Süstedt 15 | Fast rund mit markanter Kuppe, Durchmesser ca. 19 m und Höhe ca. 1,50 m.                                  | 32208741 | BW   |
| 52° 56′ 28″ N, 10° 29′ 45″ O | Klein Süstedt 16 | Fast rund, Durchmesser ca. 14 m und Höhe ca. 1,10 m.                                                      | 32208755 | BW   |
| 52° 56′ 27″ N, 10° 29′ 45″ O | Klein Süstedt 17 | Sehr markant, oval, Länge ca. 18 m (in ca. Nord-Süd-Richtung), Breite ca. 15 m und Höhe ca. 1,40 m.       | 32208756 | BW   |
| 52° 56′ 28″ N, 10° 29′ 47″ O | Klein Süstedt 18 | Fast rund, flach gewölbt, Durchmesser ca. 11 m und Höhe ca. 0,65 m.                                       | 32207877 | BW   |
| 52° 56′ 27″ N, 10° 29′ 47″ O | Klein Süstedt 19 | Fast rund mit sanft auslaufenden Rändern, Durchmesser ca. 8 m und Höhe ca. 0,30 m.                        | 32208882 | BW   |
| 52° 56′ 28″ N, 10° 29′ 49″ O | Klein Süstedt 20 | Oval, flach gewölbt, Länge ca. 16 m (in Nord-Süd-Richtung), Breite ca. 12 m und Höhe ca. 0,70 m.          | 32208757 | BW   |
| 52° 56′ 27″ N, 10° 29′ 49″ O | Klein Süstedt 21 | Länglich, Länge ca. 16 m (Nord-Süd gerichtet), Breite ca. 12 m und Höhe ca. 0,80 m.                       | 32208883 | BW   |
| 52° 56′ 29″ N, 10° 29′ 50″ O | Klein Süstedt 22 | Oval, deutlich abgesetzt, Länge ca. 17 m (Ost-West gerichtet) Breite ca. 11 m und Höhe ca. 1,20 m.        | 32208884 | BW   |
| 52° 56′ 29″ N, 10° 29′ 53″ O | Klein Süstedt 23 | Rund, mit sehr steilen Rändern, Durchmesser ca. 15 m und Höhe ca. 1,10 m.                                 | 32207271 | BW   |
| 52° 56′ 28″ N, 10° 29′ 54″ O | Klein Süstedt 24 | Rund, flach gewölbt mit sanft auslaufenden Rändern, Durchmesser ca. 10 m und Höhe ca. 0,35 m.             | 32207272 | BW   |
| 52° 56′ 24″ N, 10° 29′ 43″ O | Klein Süstedt 25 | Ehemals rund, Durchmesser ca. 18 m und Höhe ca. 1,10 m.                                                   | 32207273 | BW   |
| 52° 56′ 24″ N, 10° 29′ 45″ O | Klein Süstedt 26 | Oval, deutlich abgesetzt, Länge ca. 9 m (in Ost-West-Richtung), Breite ca. 5 m und Rest-Höhe ca. 0,90 m.  | 32207297 | BW   |
| 52° 56′ 23″ N, 10° 29′ 48″ O | Klein Süstedt 27 | Deutlich abgesetzt, oval, Länge ca. 21 m (in ca. Nord-Süd-Richtung), Breite ca. 23 m und Höhe ca. 1,50 m. | 32209703 | BW   |
| 52° 56′ 22″ N, 10° 29′ 49″ O | Klein Süstedt 28 | Fast rund, deutlich abgesetzt, Durchmesser ca. 13 m und Höhe ca. 1,10 m.                                  | 32209704 | BW   |
| 52° 56′ 21″ N, 10° 29′ 49″ O | Klein Süstedt 29 | Rund, flach gewölbt, Durchmesser ca. 8 m und Höhe ca. 0,30 m.                                             | 32209705 | BW   |
| 52° 56′ 23″ N, 10° 29′ 50″ O | Klein Süstedt 30 | Rund, flach gewölbt, Durchmesser ca. 13 m und Höhe ca. 0,70 m.                                            | 32209824 | BW   |
| 52° 56′ 24″ N, 10° 29′ 51″ O | Klein Süstedt 31 | Rund, kräftig gewölbt, Durchmesser ca. 16 m und Höhe ca. 1,10 m.                                          | 32209825 | BW   |
| 52° 56′ 24″ N, 10° 29′ 52″ O | Klein Süstedt 32 | Rund, kräftig ausgeprägt, Durchmesser ca. 17 m und Höhe ca. 1,25 m.                                       | 32207298 | BW   |
| 52° 56′ 24″ N, 10° 29′ 54″ O | Klein Süstedt 33 | Rund, Durchmesser ca. 13 m und Höhe ca. 0,80 m.                                                           | 32207876 | BW   |
| 52° 56′ 24″ N, 10° 29′ 54″ O | Klein Süstedt 35 | Rund, Durchmesser ca. 13 m und Höhe ca. 0,70 m.                                                           | 32206726 | BW   |
| 52° 56′ 24″ N, 10° 29′ 56″ O | Klein Süstedt 36 | Oval, kräftig gewölbt, Länge ca. 13 m (in Nord-Süd-Richtung), Breite ca. 14 m und Höhe ca. 0,70 m.        | 32209956 | BW   |
| 52° 56′ 24″ N, 10° 29′ 58″ O | Klein Süstedt 37 | Flach gewölbte Kuppe, Durchmesser ca. 14 m und Höhe ca. 1,30 m.                                           | 32210208 | BW   |

### Klein Süstedt 41
- ID:32207782
- Grabhügelfeld

| Lage                         | Bezeichnung      | Beschreibung | ID       | Bild |
| ---------------------------- | ---------------- | --- | -------- | ---- |
| 52° 56′ 15″ N, 10° 30′ 13″ O | Klein Süstedt 42 | Fast rund, Durchmesser ca. 13 m und Höhe ca. 0,40 m. | 32210452 | BW   |
| 52° 56′ 16″ N, 10° 30′ 14″ O | Klein Süstedt 43 | Fast rund, deutlich abgesetzt, Durchmesser ca. 12 m und Höhe ca. 0,80 m. | 32210209 | BW   |
| 52° 56′ 16″ N, 10° 30′ 15″ O | Klein Süstedt 44 | Fast rund, deutlich abgesetzt, Durchmesser ca. 15 m und Höhe ca. 0,70 m. | 32209957 | BW   |
| 52° 56′ 15″ N, 10° 30′ 15″ O | Klein Süstedt 45 | Fast rund, deutlich abgesetzt, Durchmesser ca. 15 m und Höhe ca. 0,70 m. | 32210210 | BW   |
| 52° 56′ 14″ N, 10° 30′ 14″ O | Klein Süstedt 46 | Fast rund mit flach gewölbter Kuppe, Durchmesser ca. 14 m und Höhe ca. 0,50 m. | 32210451 | BW   |
| 52° 56′ 14″ N, 10° 30′ 16″ O | Klein Süstedt 47 | Rund mit deutlich abgesetzter Kuppe, Durchmesser ca. 13 m und Höhe ca. 0,50 m. | 32210711 | BW   |
| 52° 56′ 15″ N, 10° 30′ 17″ O | Klein Süstedt 48 | Rund mit auslaufendem Rand, Durchmesser ca. 14 m und Höhe ca. 0,70 m. | 32210453 | BW   |
| 52° 56′ 14″ N, 10° 30′ 19″ O | Klein Süstedt 49 | Flache Kuppe, Durchmesser ca. 17 m und Höhe ca. 0,70 m. | 32207299 | BW   |
| 52° 56′ 16″ N, 10° 30′ 17″ O | Klein Süstedt 50 | Flach, rund, Durchmesser ca. 12 m und Höhe ca. 0,50 m. | 32209826 | BW   |
| 52° 56′ 17″ N, 10° 30′ 17″ O | Klein Süstedt 51 | Markant, etwas unregelmäßige Kuppe, Durchmesser ca. 18 m und Höhe ca. 1 m. | 32210713 | BW   |
| 52° 56′ 17″ N, 10° 30′ 16″ O | Klein Süstedt 52 | flach gewölbt, Durchmesser ca. 10 m und Höhe ca. 0,50 m. | 32210838 | BW   |
| 52° 56′ 17″ N, 10° 30′ 21″ O | Klein Süstedt 54 | Rund, deutlich abgesetzt, Durchmesser ca. 16 m und Höhe ca. 0,90 m. | 32210839 | BW   |
| 52° 56′ 19″ N, 10° 30′ 16″ O | Klein Süstedt 55 | Flach gewölbt mit sanft auslaufenden Rändern, Durchmesser ca. 8 m und Höhe ca. 0,30 m. | 32209130 | BW   |
| 52° 56′ 17″ N, 10° 30′ 22″ O | Klein Süstedt 56 | Fast rund mit markanter Kuppe, Durchmesser ca. 18 m und Höhe ca. 1 m. | 32210712 | BW   |
| 52° 56′ 17″ N, 10° 30′ 22″ O | Klein Süstedt 57 | Rund, Durchmesser ca. 12 m und Höhe ca. 0,80 m. | 32210840 | BW   |
| 52° 56′ 15″ N, 10° 30′ 19″ O | Klein Süstedt 60 | Grabhügelrest Dm ca. 9 m, H. 0,30 m. Ebene kreisförmige Fläche von Teilstücken eines niedrigen Walles eingefasst. Pflanzungsfurchen und Eintiefungen an der Oberfläche sichtbar. Auslaufender Rand. Einige bis überkopfgroße Granitsteine sichtbar. | 32209131 | BW   |

## Masendorf
| Lage                        | Bezeichnung                    | Beschreibung                                                                            | ID       | Bild |
| --------------------------- | ------------------------------ | --------------------------------------------------------------------------------------- | -------- | ---- |
| 53° 2′ 3″ N, 10° 37′ 19″ O  | Masendorf 5, Großsteingrab     |                                                                                         | 32207783 | BW   |
| 53° 2′ 6″ N, 10° 37′ 20″ O  | Masendorf 6, Grabhügel         | Rund, flach gewölbt, Durchmesser ca. 13 m und Höhe ca. 0,40 m.                          | 32208544 | BW   |
| 53° 2′ 20″ N, 10° 37′ 27″ O | Masendorf 7, Grabhügel         | Rund, flach gewölbt, Durchmesser ca. 18 m und Höhe ca. 0,50 m.                          | 32206560 | BW   |
| 53° 1′ 45″ N, 10° 36′ 57″ O | Masendorf 9, Grabhügel         | Rund, kräftig gewölbt und deutlich abgesetzt, Durchmesser ca. 19 m und Höhe ca. 1,10 m. | 32208598 | BW   |
| 53° 1′ 35″ N, 10° 38′ 7″ O  | Masendorf 11, Grabhügel        | Flach gewölbt, Durchmesser ca. 12 m und Höhe ca. 0,50 m.                                | 32204166 | BW   |
| 53° 1′ 37″ N, 10° 38′ 3″ O  | Masendorf 12, Grabhügel        |                                                                                         | 32204167 | BW   |
| 53° 1′ 26″ N, 10° 38′ 52″ O | Masendorf 17, Grabhügel        | Sanft gewölbt, rund, Durchmesser ca. 15 m und Höhe ca. 1 m.                             | 32204168 | BW   |
| 53° 1′ 16″ N, 10° 38′ 14″ O | Masendorf 20, Steinmal         |                                                                                         | 32207784 | BW   |
| 53° 1′ 40″ N, 10° 37′ 18″ O | Masendorf 25, Buckelgräberfeld |                                                                                         | 32208171 | BW   |
| 53° 2′ 14″ N, 10° 37′ 35″ O | Masendorf 29, Grabhügel        | Rund, flach gewölbt mit auslaufenden Rändern, Durchmesser ca. 19 m und Höhe ca. 0,80 m. | 32208543 | BW   |
| 53° 2′ 18″ N, 10° 37′ 48″ O | Masendorf 30, Buckelgräberfeld |                                                                                         | 32208172 | BW   |

## Molzen
| Lage                         | Bezeichnung          | Beschreibung | ID       | Bild |
| ---------------------------- | -------------------- | --- | -------- | ---- |
| 53° 0′ 18″ N, 10° 33′ 14″ O  | Molzen 7, Grabhügel  | Flach gewölbt, oval, Durchmesser ca. 8 m und unbekannte Höhe.                                                    | 32209874 | BW   |
| 53° 0′ 18″ N, 10° 33′ 14″ O  | Molzen 8, Grabhügel  | | 32210128 | BW   |
| 53° 0′ 17″ N, 10° 33′ 19″ O  | Molzen 9, Grabhügel  | Sanft gewölbt, rund, Durchmesser ca. 12 m und Höhe ca. 0,70 m.                                                   | 32210129 | BW   |
| 53° 0′ 16″ N, 10° 34′ 24″ O  | Molzen 24, Grabhügel | Rund, Durchmesser ca. 9 m und Höhe ca. 0,30 m.                                                                   | 32210127 | BW   |
| 53° 0′ 15″ N, 10° 34′ 25″ O  | Molzen 25, Grabhügel | Rund, abgegraben. Hügelfuß als Erdkranz erkennbar. Dm. 17,00 m, H. ? m. Überpflügt.                              | 32209754 | BW   |
| 53° 0′ 15″ N, 10° 34′ 26″ O  | Molzen 26, Grabhügel | Rund, Durchmesser ca. 13 m und Höhe ca. 0,50 m.                                                                  | 32210613 | BW   |
| 53° 0′ 16″ N, 10° 34′ 29″ O  | Molzen 27, Grabhügel | Rund, kräftig gewölbt, Durchmesser ca. 17 m und Höhe ca. 1 m.                                                    | 32210612 | BW   |
| 53° 0′ 17″ N, 10° 34′ 46″ O  | Molzen 30, Grabhügel | Sanft gewölbt, Durchmesser ca. 11 m und Höhe ca. 0,70 m.                                                         | 32210611 | BW   |
| 53° 0′ 16″ N, 10° 34′ 48″ O  | Molzen 31, Grabhügel | Rund, deutlich abgesetzt, Durchmesser ca. 12 m und Höhe ca. 0,50 m.                                              | 32210754 | BW   |
| 53° 0′ 14″ N, 10° 34′ 47″ O  | Molzen 32, Grabhügel | Rund, schwach gewölbt. Dm. 10,00 m, H. 0,45 m, gut abgesetzt, unversehrt.                                        | 32210876 | BW   |
| 53° 0′ 8″ N, 10° 34′ 36″ O   | Molzen 33, Grabhügel | Flach gewölbt, rund, Durchmesser ca. 19 m und Höhe ca. 1,6 m.                                                    | 32208545 | BW   |
| 53° 0′ 4″ N, 10° 34′ 41″ O   | Molzen 36, Grabhügel | Flach gewölbt, rund, Durchmesser ca. 13 m und Höhe ca. 0,30 m.                                                   | 32204778 | BW   |
| 52° 59′ 45″ N, 10° 35′ 17″ O | Molzen 37, Grabhügel | Kräftig gewölbt, Durchmesser ca. 17 m und Höhe ca. 2 m, zwei flache Grabungen.                                   | 32210850 | BW   |
| 52° 59′ 45″ N, 10° 35′ 21″ O | Molzen 38, Grabhügel | Schwach gewölbt, länglich, Durchmesser ca. 13 m (Ost-West gerichtet), Breite ca. 6 m und Höhe ca. 0,30 – 0,40 m. | 32210755 | BW   |
| 52° 59′ 44″ N, 10° 35′ 23″ O | Molzen 39, Grabhügel | Kräftig gewölbt, Durchmesser ca. 18 m und Höhe ca. 2 m.                                                          | 32210877 | BW   |
| 52° 59′ 42″ N, 10° 35′ 20″ O | Molzen 40, Grabhügel | Sanft gewölbt, rund, Durchmesser ca. 14 m und Höhe ca. 0,90 m.                                                   | 32210878 | BW   |
| 53° 0′ 0″ N, 10° 35′ 27″ O   | Molzen 42, Grabhügel | Flach gewölbt, rund, Durchmesser ca. 15 m und Höhe ca. 1,2 m.                                                    | 32207062 | BW   |
| 52° 59′ 48″ N, 10° 36′ 0″ O  | Molzen 44, Grabhügel | Markant, Durchmesser ca. 23 m und Höhe ca. 1,80 m.                                                               | 32204779 | BW   |
| 53° 1′ 0″ N, 10° 35′ 5″ O    | Molzen 49, Grabhügel | Kräftig gewölbt, rund, Durchmesser ca. 11 m und Höhe ca. 0,80 m.                                                 | 32204780 | BW   |
| 53° 1′ 1″ N, 10° 35′ 4″ O    | Molzen 50, Grabhügel | Rund, Durchmesser ca. 7 m und Höhe ca. 0,70 m.                                                                   | 32203331 | BW   |
| 53° 1′ 28″ N, 10° 36′ 14″ O  | Molzen 54, Grabhügel | Steil geböscht, rund, Durchmesser ca. 16 m und Höhe ca. 2 m.                                                     | 32203332 | BW   |
| 53° 1′ 50″ N, 10° 36′ 53″ O  | Molzen 55, Grabhügel | | 32203333 | BW   |
| 53° 1′ 27″ N, 10° 36′ 19″ O  | Molzen 56, Grabhügel | | 32203689 | BW   |
| 53° 1′ 35″ N, 10° 36′ 14″ O  | Molzen 69, Grabhügel | Flach gewölbt, Durchmesser ca. 10 m und Höhe ca. 0,30 m.                                                         | 32203690 | BW   |
| 53° 1′ 4″ N, 10° 35′ 12″ O   | Molzen 70, Grabhügel | Flach gewölbt, rund, Durchmesser ca. 11 m und Höhe von ca. 0,40 m.                                               | 32203691 | BW   |
| 53° 0′ 17″ N, 10° 34′ 21″ O  | Molzen 72, Grabhügel | Flach gewölbt, Durchmesser ca. 13 m und Höhe ca. 0,60 m.                                                         | 32209167 | BW   |
| 53° 0′ 16″ N, 10° 34′ 21″ O  | Molzen 73, Grabhügel | | 32209399 | BW   |

## Oldenstadt
| Lage                         | Bezeichnung               | Beschreibung                                                                                                  | ID       | Bild |
| ---------------------------- | ------------------------- | --- | -------- | ---- |
| 52° 58′ 24″ N, 10° 35′ 6″ O  | Oldenstadt 2, Wall        | | 32207680 | BW   |
| 52° 58′ 21″ N, 10° 35′ 44″ O | Oldenstadt 3, Wall        | | 32210325 | BW   |
| 52° 58′ 53″ N, 10° 35′ 42″ O | Oldenstadt 7, Grabhügel   | Länglich, flach gewölbt, Durchmesser ca. 14 m und Höhe ca. 0,90 m.                                            | 32209400 | BW   |
| 52° 58′ 55″ N, 10° 35′ 45″ O | Oldenstadt 8, Grabhügel   | Unregelmäßig, lang-oval, Länge ca. 15 m (Nordost/Südwest gerichtet), Breite ca. 11 m und Höhe ca. 0,70 m.     | 32209168 | BW   |
| 52° 58′ 56″ N, 10° 35′ 43″ O | Oldenstadt 9, Grabhügel   | Flach mit sanft auslaufenden Rändern, Durchmesser ca. 11 m und Höhe ca. 0,60 m.                               | 32210016 | BW   |
| 52° 58′ 56″ N, 10° 35′ 41″ O | Oldenstadt 10, Grabhügel  | Kräftig gewölbt, rund, Durchmesser ca. 16 m und Höhe ca. 1,10 m.                                              | 32209401 | BW   |
| 52° 58′ 59″ N, 10° 35′ 34″ O | Oldenstadt 11, Grabhügel  | Kräftig gewölbt, rund, Durchmesser ca. 16 m und Höhe ca. 1,30 m.                                              | 32210017 | BW   |
| 52° 58′ 51″ N, 10° 36′ 23″ O | Oldenstadt 13, Grabhügel  | Annähernd rund, Durchmesser ca. 8 m und Höhe ca. 0,4 m, Rand auslaufend; an der Oberfläche alte Einkuhlungen. | 32210142 | BW   |
| 52° 58′ 52″ N, 10° 36′ 23″ O | Oldenstadt 14, Grabhügel  | Durchmesser ca. 13 m und Höhe ca. 1 m, im Nord-Bereich fließend auslaufend.                                   | 32210018 | BW   |
| 52° 58′ 51″ N, 10° 36′ 23″ O | Oldenstadt 15, Grabhügel  | Durchmesser ca. 7 m und Höhe ca. 0,3 m, fließend auslaufend.                                                  | 32210143 | BW   |
| 52° 58′ 53″ N, 10° 36′ 23″ O | Oldenstadt 16, Grabhügel  | | 32210526 | BW   |
| 52° 58′ 52″ N, 10° 36′ 23″ O | Oldenstadt 17, Grabhügel  | | 32210527 | BW   |
| 52° 58′ 53″ N, 10° 36′ 23″ O | Oldenstadt 18, Grabhügel  | | 32209169 | BW   |
| 52° 58′ 53″ N, 10° 36′ 23″ O | Oldenstadt 19, Grabhügel  | | 32210778 | BW   |
| 52° 58′ 52″ N, 10° 36′ 23″ O | Oldenstadt 20, Grabhügel  | | 32210779 | BW   |
| 52° 58′ 53″ N, 10° 36′ 28″ O | Oldenstadt 21, Wegespuren | | 32210528 | BW   |

## Riestedt
| Lage                         | Bezeichnung               | Beschreibung                                                              | ID       | Bild |
| ---------------------------- | ------------------------- | ------------------------------------------------------------------------- | -------- | ---- |
| 52° 59′ 30″ N, 10° 39′ 53″ O | Riestedt 1, Großsteingrab |                                                                           | 32207560 |      |
| 52° 59′ 40″ N, 10° 37′ 32″ O | Riestedt 2, Grabhügel     | Flach gewölbt, Durchmesser ca. 15 m und Höhe ca. 0,80 m.                  | 32210894 | BW   |
| 52° 59′ 34″ N, 10° 37′ 34″ O | Riestedt 3, Grabhügel     | Flach gewölbt, Dm. 14,50 m, H. 1,50 m, an einer Stelle leicht angegraben. | 32210896 | BW   |
| 52° 59′ 35″ N, 10° 37′ 33″ O | Riestedt 4, Grabhügel     | Flach gewölbt, Durchmesser ca. 13 m und einer Höhe ca. 1 m.               | 32210895 | BW   |
| 52° 59′ 36″ N, 10° 37′ 33″ O | Riestedt 5, Grabhügel     | Schwach abgesetzter Rest, Durchmesser ca. 11 m und Höhe ca. 0,70 m.       | 32209066 | BW   |
| 52° 59′ 19″ N, 10° 38′ 24″ O | Riestedt 6, Grabhügel     | Flach gewölbt, Durchmesser ca. 9 m und Höhe ca. 0,30 m.                   | 32207063 | BW   |
| 52° 59′ 40″ N, 10° 37′ 36″ O | Riestedt 10, Grabhügel    | Gewölbt, Durchmesser ca. 11 m und Höhe ca. 0,60 m.                        | 32209067 | BW   |

## Ripdorf
| Lage                       | Bezeichnung           | Beschreibung | ID       | Bild |
| -------------------------- | --------------------- | --- | -------- | ---- |
| 53° 0′ 7″ N, 10° 33′ 33″ O | Ripdorf 28, Grabhügel | Ehem. flach gewölbt, Dm. ca. 11 m, H. 0,30 m. Durch Aufforstung über- und auseinander gepflügt. Nach Wiederherstellung Dm. äußerer Steinkranz 22 m, innerer Steinkranz Dm. 11 m, H. bis 0,6 m. | 32207064 | BW   |

## Uelzen
| Lage                         | Bezeichnung           | Beschreibung                                                        | ID       | Bild |
| ---------------------------- | --------------------- | ------------------------------------------------------------------- | -------- | ---- |
| 52° 58′ 57″ N, 10° 32′ 51″ O | Uelzen 27, Steinkiste |                                                                     | 32207806 | BW   |
| 52° 59′ 16″ N, 10° 30′ 47″ O | Uelzen 76, Grabhügel  | Sehr flach gewölbt, rund, Durchmesser ca. 16 m und Höhe ca. 0,70 m. | 32203185 | BW   |
| 52° 59′ 16″ N, 10° 30′ 51″ O | Uelzen 77, Grabhügel  | Flach, rund, Durchmesser ca. 12 m und Höhe ca. 0,60 m.              | 32203186 | BW   |
| 52° 57′ 48″ N, 10° 34′ 41″ O | Uelzen 93, Steinkreuz |                                                                     | 32208550 | BW   |
| 52° 59′ 16″ N, 10° 30′ 44″ O | Uelzen 111, Grabhügel |                                                                     | 32204945 | BW   |

### Uelzen 36
- ID:32207807
- Grabhügelfeld

| Lage                         | Bezeichnung | Beschreibung | ID       | Bild |
| ---------------------------- | ----------- | --- | -------- | ---- |
| 52° 58′ 41″ N, 10° 29′ 57″ O | Uelzen 36   | Fast rund, flach gewölbt, Durchmesser ca. 6 m und Höhe ca. 0,40 m.                                                                    | 32209065 | BW   |
| 52° 58′ 40″ N, 10° 29′ 57″ O | Uelzen 37   | Flach gewölbt, rund, Durchmesser ca. 8 m und Höhe ca. 0,40 m.                                                                         | 32203270 | BW   |
| 52° 58′ 39″ N, 10° 29′ 59″ O | Uelzen 38   | Flach, rund, Durchmesser ca.8 m und Höhe ca. 0,30 m.                                                                                  | 32203271 | BW   |
| 52° 58′ 41″ N, 10° 30′ 1″ O  | Uelzen 39   | Fast rund mit deutlich abgesetztem Rand, Durchmesser ca. 19 × 17 m und Höhe ca. 1,80 m, mit Pflanzfurchen, im Nordbereich Einkuhlung. | 32203272 | BW   |
| 52° 58′ 43″ N, 10° 29′ 58″ O | Uelzen 40   | | 32203641 | BW   |
| 52° 58′ 42″ N, 10° 29′ 59″ O | Uelzen 41   | | 32203642 | BW   |
| 52° 58′ 42″ N, 10° 30′ 1″ O  | Uelzen 43   | Breit und flach, deutlich abgesetzt, oval, Länge ca. 18 m (in ca. Nord-Süd Richtung), Breite ca. 15 m und Höhe ca. 0,50 m.            | 32203640 | BW   |
| 52° 58′ 43″ N, 10° 30′ 3″ O  | Uelzen 44   | Rund mit kräftig gewölbter Kuppe, Durchmesser ca. 11 m und Höhe ca. 0,60 m.                                                           | 32204147 | BW   |
| 52° 58′ 42″ N, 10° 30′ 4″ O  | Uelzen 46   | Rund, flach mit verwaschenen Rändern, Durchmesser ca. 7 m und Höhe ca. 0,20 m.                                                        | 32204242 | BW   |
| 52° 58′ 41″ N, 10° 30′ 12″ O | Uelzen 47   | Flach gewölbt, rund, Durchmesser ca. 9 m und Höhe ca. 0,70 m.                                                                         | 32204146 | BW   |

### Uelzen 48
- ID:32207939
- Grabhügelfeld

| Lage                         | Bezeichnung | Beschreibung | ID       | Bild |
| ---------------------------- | ----------- | --- | -------- | ---- |
| 52° 58′ 51″ N, 10° 30′ 1″ O  | Uelzen 48   | Grabhügelrest. Oval. L. 18 m in ca. O-W-Richtung, Br. 14 m, H. 0,40 m. Jetzt unregelmäßiger Buckel mit zahlreichen kopfgroßen Feldsteinen. Über dem Hügel verläuft ein Waldweg. | 32207939 | BW   |
| 52° 58′ 52″ N, 10° 30′ 10″ O | Uelzen 49   | Rund, schwach gewölbt, Durchmesser ca. 10 m und Höhe ca. 0,30 m. | 32204397 | BW   |
| 52° 58′ 52″ N, 10° 30′ 9″ O  | Uelzen 50   | Rund, schwach gewölbt, Durchmesser ca. 11 m und Höhe ca. 0,50 m. | 32204398 | BW   |
| 52° 58′ 53″ N, 10° 30′ 9″ O  | Uelzen 51   | Rund, schwach gewölbt, Länge ca. 9 m (in ca. Ost-West-Richtung), Breite ca. 6 m und Höhe ca. 0,50 m.                                                                            | 32204641 | BW   |

### Uelzen 52
- ID:32207940
- Grabhügelfeld

| Lage                         | Bezeichnung | Beschreibung | ID       | Bild |
| ---------------------------- | ----------- | --- | -------- | ---- |
| 52° 58′ 54″ N, 10° 30′ 40″ O | Uelzen 52   | Rund, Durchmesser ca. 9 m und Höhe ca. 0,50 m.                                                                   | 32204642 | BW   |
| 52° 58′ 54″ N, 10° 30′ 39″ O | Uelzen 53   | Flach gewölbt, Durchmesser ca. 7 m und Höhe ca. 0,30 m.                                                          | 32204643 | BW   |
| 52° 58′ 53″ N, 10° 30′ 37″ O | Uelzen 54   | Flach gewölbt, ovaler Langhügel, Länge ca.10 m (Nordost-Südwest gerichtet), Breite ca. 10 m und Höhe ca. 0,50 m. | 32203178 | BW   |
| 52° 58′ 53″ N, 10° 30′ 35″ O | Uelzen 55   | Flach gewölbt, Langhügel, Länge ca. 8 m (Nordost-Südwest gerichtet), Breite ca. 6 m und Höhe ca. 0,40 m.         | 32203179 | BW   |
| 52° 58′ 51″ N, 10° 30′ 35″ O | Uelzen 56   | Flach gewölbt, oval, Durchmesser (Nord-Süd) 9 m, (Ost-West) 18 m und Höhe ca. 0,70 m.                            | 32203180 | BW   |
| 52° 58′ 50″ N, 10° 30′ 39″ O | Uelzen 57   | Flach gewölbt, rund, Durchmesser (Nord-Süd) 10 m (Ost-West) 11 m und Höhe ca. 0,70 m.                            | 32203431 | BW   |
| 52° 58′ 49″ N, 10° 30′ 37″ O | Uelzen 58   | Flach gewölbt, Langhügel (Nord-Süd gerichtet),Länge ca. 15 m , Breite ca. 14 m und Höhe ca. 0,50 m.              | 32203525 | BW   |
| 52° 58′ 54″ N, 10° 30′ 36″ O | Uelzen 107  | | 32204452 | BW   |
| 52° 58′ 49″ N, 10° 30′ 39″ O | Uelzen 108  | Flach gewölbt, fast rund, Durchmesser ca. 11 m und Höhe ca. 0,40 m.                                              | 32204944 | BW   |

### Uelzen 59
- ID:32207941
- Grabhügelfeld

| Lage                         | Bezeichnung              | Beschreibung                                                                                             | ID       | Bild |
| ---------------------------- | ------------------------ | --- | -------- | ---- |
| 52° 59′ 11″ N, 10° 31′ 11″ O | Uelzen 59                | Flach gewölbt, rund, Durchmesser ca. 17 m und Höhe ca. 1 m.                                              | 32203526 | BW   |
| 52° 59′ 11″ N, 10° 31′ 13″ O | Uelzen 60                | Flach gewölbt, rund, Durchmesser ca. 17 m und Höhe ca. 1 m.                                              | 32203802 | BW   |
| 52° 59′ 10″ N, 10° 31′ 14″ O | Uelzen 61                | Flach gewölbt, rund, Durchmesser ca. 9 m und Höhe ca. 0,30 m.                                            | 32203803 | BW   |
| 52° 59′ 8″ N, 10° 31′ 13″ O  | Uelzen 62                | Flach gewölbt, oval, Länge ca. 15 Meter (in ca. Nord-Süd-Richtung), Breite ca. 11 m und Höhe ca. 1 m.    | 32203804 | BW   |
| 52° 59′ 5″ N, 10° 31′ 18″ O  | Uelzen 65                | Flach gewölbt, länglich, Länge ca. 21 m (in ca. Ost-West-Richtung), Breite ca. 14 m und Höhe ca. 0,70 m. | 32203926 | BW   |
| 52° 59′ 4″ N, 10° 31′ 20″ O  | Uelzen 66                | Langoval, Länge ca. 29 m (Ost-West gerichtet), Breite ca. 8 m und Höhe bis 0,70 m.                       | 32203927 | BW   |
| 52° 59′ 4″ N, 10° 31′ 22″ O  | Uelzen 67                | Flach gewölbt, oval, Länge ca. 13 m (in Ost-West-Richtung), Breite ca. 9 m und Höhe ca. 0,70 m.          | 32203928 | BW   |
| 52° 59′ 8″ N, 10° 31′ 22″ O  | Uelzen 68                | Markant, rund, gleichmäßig gewölbt, Durchmesser ca. 19 m und Höhe ca. 1,20 m.                            | 32204423 | BW   |
| 52° 59′ 7″ N, 10° 31′ 18″ O  | Uelzen 69                | Rund, ausgegraben, Durchmesser ca. 17 m und Höhe ca. 0,50 m.                                             | 32204424 | BW   |
| 52° 59′ 9″ N, 10° 31′ 25″ O  | Uelzen 71                | Linsenartig, flach gewölbt, Durchmesser ca. 6 m, Breite ca. 3 m und Höhe ca. 0,30 m.                     | 32204425 | BW   |
| 52° 59′ 5″ N, 10° 31′ 26″ O  | Uelzen 72                | Rest eines runden Grabhügels, Durchmesser ca. 16 m und Höhe ca. 0,70 m.                                  | 32204664 | BW   |
| 52° 59′ 5″ N, 10° 31′ 29″ O  | Uelzen 73, Großsteingrab | | 32204665 | BW   |
| 52° 59′ 2″ N, 10° 31′ 27″ O  | Uelzen 74                | Flach gewölbt, länglich, (Ost-West gerichtet) Länge ca. 18 m, Breite ca. 7 m und Höhe bis 0,50 m.        | 32204666 | BW   |

### Uelzen 79
- ID:32207941
- Grabhügelfeld

| Lage                         | Bezeichnung              | Beschreibung | ID       | Bild           |
| ---------------------------- | ------------------------ | --- | -------- | -------------- |
| 52° 59′ 24″ N, 10° 31′ 27″ O | Uelzen 79, Großsteingrab | | 32203187 | Weitere Bilder |
| 52° 59′ 24″ N, 10° 31′ 27″ O | Uelzen 80                | Flach gewölbt, rund, Durchmesser ca. 11 m und Höhe ca. 1 m.                                                                          | 32203946 | BW             |
| 52° 59′ 23″ N, 10° 31′ 27″ O | Uelzen 81                | | 32204308 | BW             |
| 52° 59′ 22″ N, 10° 31′ 26″ O | Uelzen 82                | Kräftig gewölbt, fast rund, Durchmesser ca. 17 × 11 m und Höhe ca. 1,20 m. Zwei Dellen an der Oberfläche sichtbar, abgesetzter Rand. | 32203947 | BW             |
| 52° 59′ 22″ N, 10° 31′ 29″ O | Uelzen 83                | Kräftig gewölbt, rund, Durchmesser ca. 14 m und Höhe ca. 1,50 m.                                                                     | 32204309 | BW             |
| 52° 59′ 20″ N, 10° 31′ 28″ O | Uelzen 84                | Kräftig gewölbt, oval, Länge ca. 14 m (in ca. Nord-Süd-Richtung), Breite ca. 11 m und Höhe ca. 1,10 m.                               | 32204310 | BW             |
| 52° 59′ 20″ N, 10° 31′ 29″ O | Uelzen 85                | flach gewölbt, rund, Durchmesser ca. 12 m und Höhe ca. 0,60 m.                                                                       | 32204451 | BW             |

## Veerßen
| Lage                         | Bezeichnung                    | Beschreibung                                                                | ID       | Bild           |
| ---------------------------- | ------------------------------ | --------------------------------------------------------------------------- | -------- | -------------- |
| 52° 57′ 15″ N, 10° 32′ 25″ O | Veerßen 3, Burg                |                                                                             | 32207220 | Weitere Bilder |
| 52° 56′ 16″ N, 10° 32′ 34″ O | Veerßen 9, Wall (Römerschanze) |                                                                             | 32207221 | BW             |
| 52° 56′ 15″ N, 10° 32′ 31″ O | Veerßen 9, Wall (Römerschanze) |                                                                             | 38250895 | BW             |
| 52° 56′ 28″ N, 10° 32′ 55″ O | Veerßen 12, Grabhügel          | Rund mit sanft gewölbter Kuppe, Durchmesser ca. 15 m und Höhe ca. 0,70 m.   | 32207306 | BW             |
| 52° 56′ 25″ N, 10° 32′ 52″ O | Veerßen 13, Grabhügel          | Rund mit flach gewölbter Kuppe, Durchmesser ca. 16 m und Höhe ca. 0,60 m.   | 32204311 | BW             |
| 52° 56′ 20″ N, 10° 32′ 45″ O | Veerßen 14, Grabhügel          | Rund mit kräftiger Kuppe, Durchmesser ca. 11 m und Höhe ca. 1 m.            | 32204312 | BW             |
| 52° 56′ 19″ N, 10° 32′ 43″ O | Veerßen 15, Grabhügel          | Rund mit deutlicher kleiner Kuppe, Durchmesser ca. 8 m und Höhe ca. 0,40 m. | 32204313 | BW             |
| 52° 56′ 34″ N, 10° 33′ 2″ O  | Veerßen 16, Grabhügel          | Durchmesser 16 m und Höhe ca. 0,8 m.                                        | 32206769 | BW             |

### Veerßen 17
- ID:32207222
- Grabhügelfeld

| Lage                         | Bezeichnung | Beschreibung | ID       | Bild |
| ---------------------------- | ----------- | --- | -------- | ---- |
| 52° 56′ 58″ N, 10° 30′ 35″ O | Veerßen 17  | Rund, flach gewölbte Kuppe mit sanft auslaufenden Rändern. D. 14 m, H. 0,45 m. An der Oberfläche Grabungsspuren.                                                  | 32205405 | BW   |
| 52° 56′ 58″ N, 10° 30′ 36″ O | Veerßen 18  | Rund, deutlich abgesetzt, Durchmesser 14 m und Höhe ca. 1,20 m.                                                                                                   | 32205407 | BW   |
| 52° 56′ 59″ N, 10° 30′ 38″ O | Veerßen 19  | Rund mit teilweise abgegrabener Kuppe, Durchmesser ca. 13 m und Höhe noch 0,30 m.                                                                                 | 32205529 | BW   |
| 52° 57′ 0″ N, 10° 30′ 36″ O  | Veerßen 20  | Rund, Dm. 15 m, H. 0,70 m. Auslaufender Rand. Im Südbereich alte Eingrabung, Tiergänge. Einige bis kopfgroße Granitsteine sichtbar.                               | 32205658 | BW   |
| 52° 56′ 59″ N, 10° 30′ 39″ O | Veerßen 21  | Rund mit flacher Kuppe, Durchmesser ca. 7 m und Höhe ca. 0,30 m.                                                                                                  | 32205406 | BW   |
| 52° 56′ 59″ N, 10° 30′ 40″ O | Veerßen 22  | Oval. L. 12 m in ca. N-S-Richtung, Br. ca. 9,50 m. H. 0,80 m. Am östl. Hügelfuß ein rezenter Rodungshaufen. Auslaufender Rand. Abgeflachtes Profil im Südbereich. | 32206164 | BW   |

## Westerweyhe
| Lage                         | Bezeichnung                   | Beschreibung                                                                        | ID       | Bild |
| ---------------------------- | ----------------------------- | ----------------------------------------------------------------------------------- | -------- | ---- |
| 52° 59′ 31″ N, 10° 28′ 57″ O | Westerweyhe 1, Grabhügel      | Flach gewölbt, Durchmesser ca. 15 m und Höhe ca. 0,60 m.                            | 32207459 | BW   |
| 52° 59′ 31″ N, 10° 29′ 3″ O  | Westerweyhe 2, Grabhügel      | Flach gewölbt, Dm. 16 m, H. 0,90 m. Kuppe abgeflacht Oberfläche stark unregelmäßig. | 32210326 | BW   |
| 53° 0′ 55″ N, 10° 30′ 5″ O   | Westerweyhe 9, Grabhügel      | Rund, flach gewölbt, Durchmesser ca. 7 m und Höhe ca. 0,35 m.                       | 32204693 | BW   |
| 53° 0′ 54″ N, 10° 30′ 46″ O  | Westerweyhe 33, Großsteingrab |                                                                                     | 32206600 |      |

## Woltersburg
| Lage                         | Bezeichnung         | Beschreibung | ID       | Bild |
| ---------------------------- | ------------------- | ------------ | -------- | ---- |
| 52° 58′ 56″ N, 10° 36′ 47″ O | Woltersburg 1, Burg |              | 32207460 |      |